# إسكندر ثابت صالح
إسكندر ثابت صالح هو فنان وشاعر يمني. ولد عام 1919م في الشيخ عثمان في محافظة عدن. تعلم الغناء واللغة الإنجليزية من جدة والعزف على العود من أخيه. ثم استمر في تعليمه الابتدائي في مدينته. أرسل إلى مصر عام 1938م لتعلم الأدب الإنجليزي، فتخرج بدرجة البكالوريوس في الأدب الإنجليزي والموسيقى. وفي القاهرة كان عضواً في الاتحاد اليمني الذي ترأسه محمد محمود الزبيري. وغنى مجموعة من الأناشيد الوطنية بثتها إذاعة صوت العرب في الفترة من 1954م حتى 1956م. عاش في مصر قرابة 25 عاماً ثم عاد إلى اليمن واستقر فيها أوائل الستينيات. وعين فيما بعد مستشاراً لوزير الثقافة والإعلام. توفي عام 1996م في جدة.